# Joaquín Tuculet
Joaquín Tuculet (La Plata, 8 agosto 1989) è un rugbista a 15 argentino, utility back dell'Nazionale argentina.

## Biografia
Cresciuto nel Club Los Tilos della Plata, sua città di origine, Tuculet esordì con tale squadra nel campionato di prima divisione dell'Unión de Rugby de Buenos Aires; nel 2011 fu tra i primi selezionati del Pampas XV, franchise federale argentina che disputava la Vodacom Cup in Sudafrica; al primo anno in tale squadra vinse il torneo e si mise in luce per il rugby europeo, venendo contattato dagli inglesi del Sale Sharks che gli offrirono un anno di contratto con la possibilità di rescinderlo dopo 6 mesi per tornare in Argentina qualora la Federazione richiedesse il suo utilizzo a scopo internazionale.
Al termine del suo contratto con i Sale Sharks si trasferì in Francia al Grenoble neopromosso in Top14; tornato in Argentina dopo sei mesi, rientrò in Francia come rimpiazzo di giocatore infortunato (joker médical) di Bruce Reihana, estremo neozelandese del Bordeaux Bègles.
Terminato anche tale impegno, tornò in Argentina per rimanere a disposizione della Federazione e avere la possibilità di giocare il Championship 2014 dopo avere rifiutato le offerte di altri club europei che subordinavano l'ingaggio alla rinuncia a detto torneo, che si tiene tra agosto e ottobre, quando i campionati nazionali dell'Emisfero Nord sono già in corso.
Dopo avere rappresentato l'Argentina ai campionati mondiali giovanili e in Nations Cup con la selezione A, Tuculet esordì nel giugno 2012 in Nazionale maggiore a San Juan contro l'Italia e, dopo essere stato saltuariamente impiegato per via della sua militanza europea, è stato schierato come titolare nel Championship 2014.